# Contarinia craccae
Contarinia craccae är en tvåvingeart som beskrevs av Jean-Jacques Kieffer 1897. Contarinia craccae ingår i släktet Contarinia och familjen gallmyggor. Inga underarter finns listade i Catalogue of Life.